# 小行星21451
小行星21451（21451 Fisher）是一颗绕太阳运转的小行星，为主小行星带小行星。该小行星于1998年4月28日发现。

## 轨道参数
小行星21451的轨道半长轴为2.2791849 UA，离心率为0.072。